# Емма Марроне
Еммануела Марроне (італ. Emmanuela Marrone), або просто Емма (нар. 25 травня 1984, Флоренція) — італійська співачка. Переможниця італійського талант-шоу «Amici di Maria De Filippi» та фестивалю в Санремо (2012) з піснею «Non è l'inferno». Представляла Італію на пісенному конкурсі Євробачення 2014 у Копенгагені, Данія, з піснею «La mia città», де посіла 21 місце.

## Дискографія

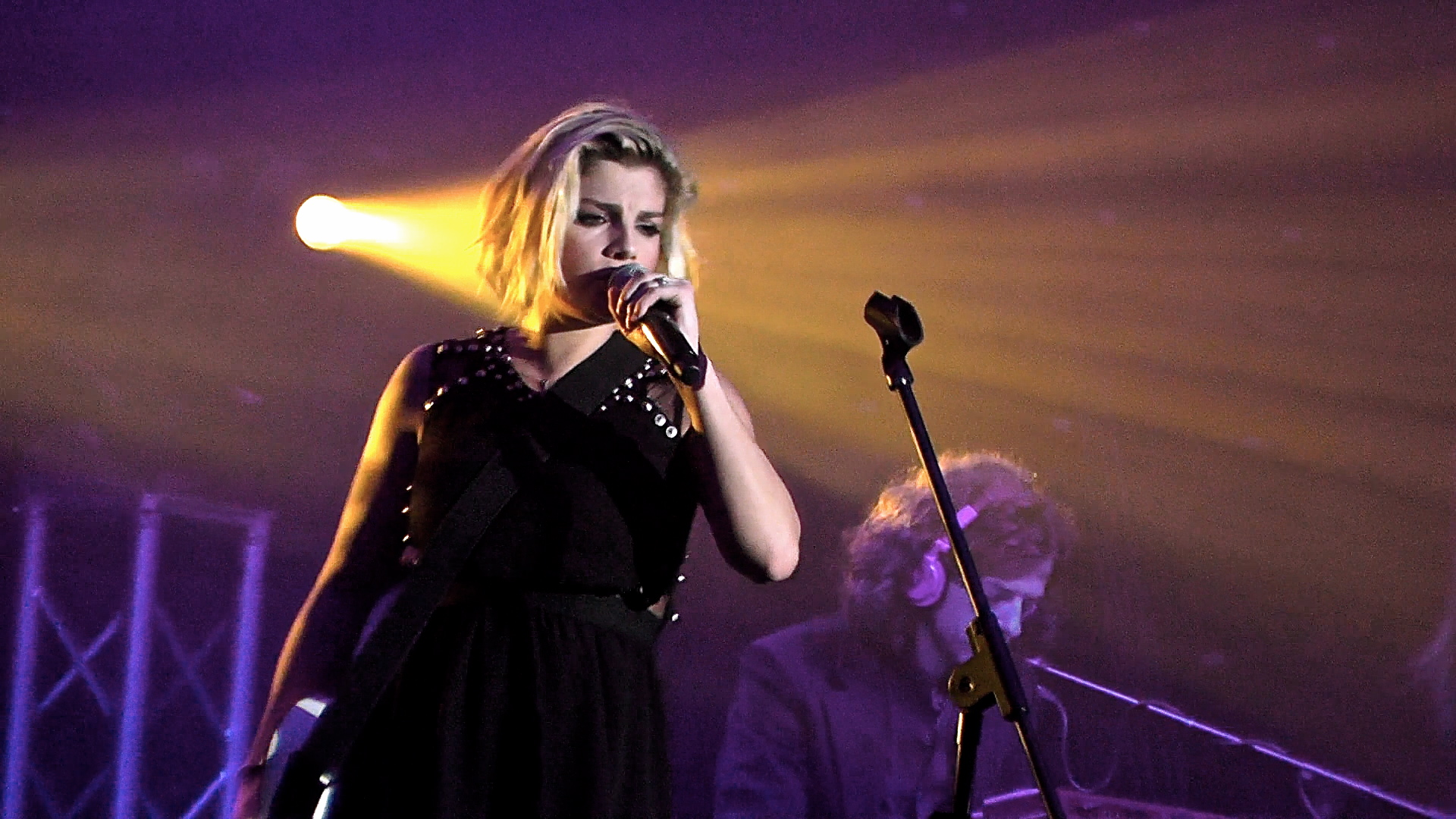
Еммна на концерті у Болоньї 2012 року

### Альбоми
| Рік  | Назва           | Позиція | Позиція | Сертифікації   |
| Рік  | Назва           | IT      | SWI     | Сертифікації   |
| ---- | --------------- | ------- | ------- | -------------- |
| 2010 | Oltre (EP)      | 1       | 85      | 3 × платиновий |
| 2010 | A me piace così | 2       | 50      | 2 × платиновий |
| 2011 | Sarò libera     | 1       | 43      | 3 × платиновий |
| 2013 | Schiena         | 1       | 25      | 2 × платиновий |

### Сингли
| Рік  | Пісня                  | Найвищі позиції | Найвищі позиції | Сертифікації     |
| Рік  | Пісня                  | ITA             | CH              | Сертифікації     |
| ---- | ---------------------- | --------------- | --------------- | ---------------- |
| 2010 | Calore                 | 1               | 64              | платиновий       |
| 2010 | Un sogno a costo zero  | -               | -               | -                |
| 2010 | Sembra strano          | -               | -               | -                |
| 2010 | Con le nuvole          | -               | -               | -                |
| 2010 | Cullami                | -               | -               | -                |
| 2011 | Arriverà               | 1               | -               | мультиплатиновий |
| 2011 | Io son per te l'amore  | -               | -               | -                |
| 2011 | Sarò libera            | 4               | -               | золотий          |
| 2011 | Tra passione e lacrime | 42              | -               | -                |
| 2012 | Non è l'inferno        | 1               | 19              | мультиплатиновий |
| 2012 | Cercavo amore          | 1               | 64              | платиновий       |
| 2012 | Maledetto quel giorno  |                 | -               | -                |
| 2013 | Amami                  | 3               | -               | платиновий       |
| 2013 | Dimentico tutto        | 12              | -               | платиновий       |
| 2013 | L'amore non mi basta   | 11              | -               | золотий          |
| 2014 | Trattengo il fiato     | -               | -               | -                |